# Sphaerodactylus nicholsi
Sphaerodactylus nicholsi este o specie de șopârle din genul Sphaerodactylus, familia Gekkonidae, descrisă de Grant 1931. A fost clasificată de IUCN ca specie cu risc scăzut. Conform Catalogue of Life specia Sphaerodactylus nicholsi nu are subspecii cunoscute.